# Girolamo Cavazzoni
Girolamo Cavazzoni, aussi appelé Hieronimo d'Urbino (Jérôme d'Urbino), né à Urbin entre 1506 et 1512, mort à Mantoue après 1577, est un organiste et compositeur italien de la Renaissance.

## Biographie
Girolamo Cavazzoni est le fils de Marco Antonio Cavazzoni.
De 1565 à 1577, il travaille à Mantoue où il supervise la construction de l'orgue de l'église Santa Barbara puis y est organiste. Il assure la formation musicale de Costanzo Antegnati, organiste et compositeur classique italien.

## Œuvres
Il a principalement écrit pour clavier et publié ses œuvres en deux volumes à Venise. En tant que précurseur de la forme du ricercare, il est un auteur majeur de la musique du XVIe siècle. Il est aussi le premier à publier des messes d'orgue au milieu du XVIe siècle.
- 4 ricercars
- 2 canzonas (des arrangements de chansons de Josquin Des Prés et de Pierre Passereau)
- 3 messes
- 4 magnificat
- 12 hymnes

### Détail
- Intavolatura cioè Recercari, Canzoni, Himni, Magnificat composti per Hieronimo de Marcantonio da Bologna, detto d'Urbino, Libro Primo (Venise, 1543)
  - Ricercar I
  - Ricercar II
  - Ricercar III
  - Ricercar IV
  - Canzon sopra Il est bel et bon (Passereau)
  - Canzon sopra Falt d'argens
  - Christe redemptor omnium
  - Ad cœnam agni providi
  - Lucis creator optime
  - Ave maris stella
  - Magnificat primi toni
  - Magnificat octavi toni
- Intabulatura d'Organo, cioè Misse, Himni, Magnificat [...] Libro Secondo (Venise v.1550)
  - Missa Apostolorum (Cunctipotens genitor Deus)
  - Missa Dominicalis (Orbis factor)
  - Missa de Beata Virgine (Cum jubilo)
  - Veni creator Spiritus
  - Pange lingua gloriosi
  - Exsultet cœlum laudibus
  - Iste confessor
  - Jesu nostra redemptio
  - Jesu corona virginum
  - Deus tuorum militum
  - Hostis Herodes impie
  - Magnificat quarti toni
  - Magnificat sexti toni

- 2 Ricercars à 4 (1540) et à 3 (1551).

## Discographie
- France Orgue Discographie exhaustive par Alain Cartayrade.
- Hortus Voluptatis : Chansons pour orgue de la Renaissance par Juliette Grellety-Bosviel à l'orgue Mounier de Francheville (Eure). France : Éditions Hortus, 2003. 1CD, Hortus 029. 5 Diapason.
- Maîtres de la Renaissance Italienne par Andrea Marcon à l'orgue V. Colombi (1533) Chiesa SS. Corpo di Cristo de Valvasone, Italie. 2003. 1 CD  Divox CDX-70005.

## Vidéos
- YouTube Magnificat quarti toni (Secondo Libro), Silva Manfrè, orgue de Giovanni Battista Piaggia (1732), Basilica di S. Maria Gloriosa dei Frari (Venise); Annelies Oberschmied, soprano.
- YouTube Kyrie de la Missa Apostolorum (Primo Libro) par Paolo Crivellaro et la Schola Cantorum di Almenno S. Salvatore, Chiesa S. Nicola.
- YouTube Le Ricercare de Marcantonio Cavazzoni par Irene De Ruvo à l'orgue historique d'Andrea Gavinelli (1690), de l'église Madonna del Popolo à Romagnano Sesia.